# TUI Airways

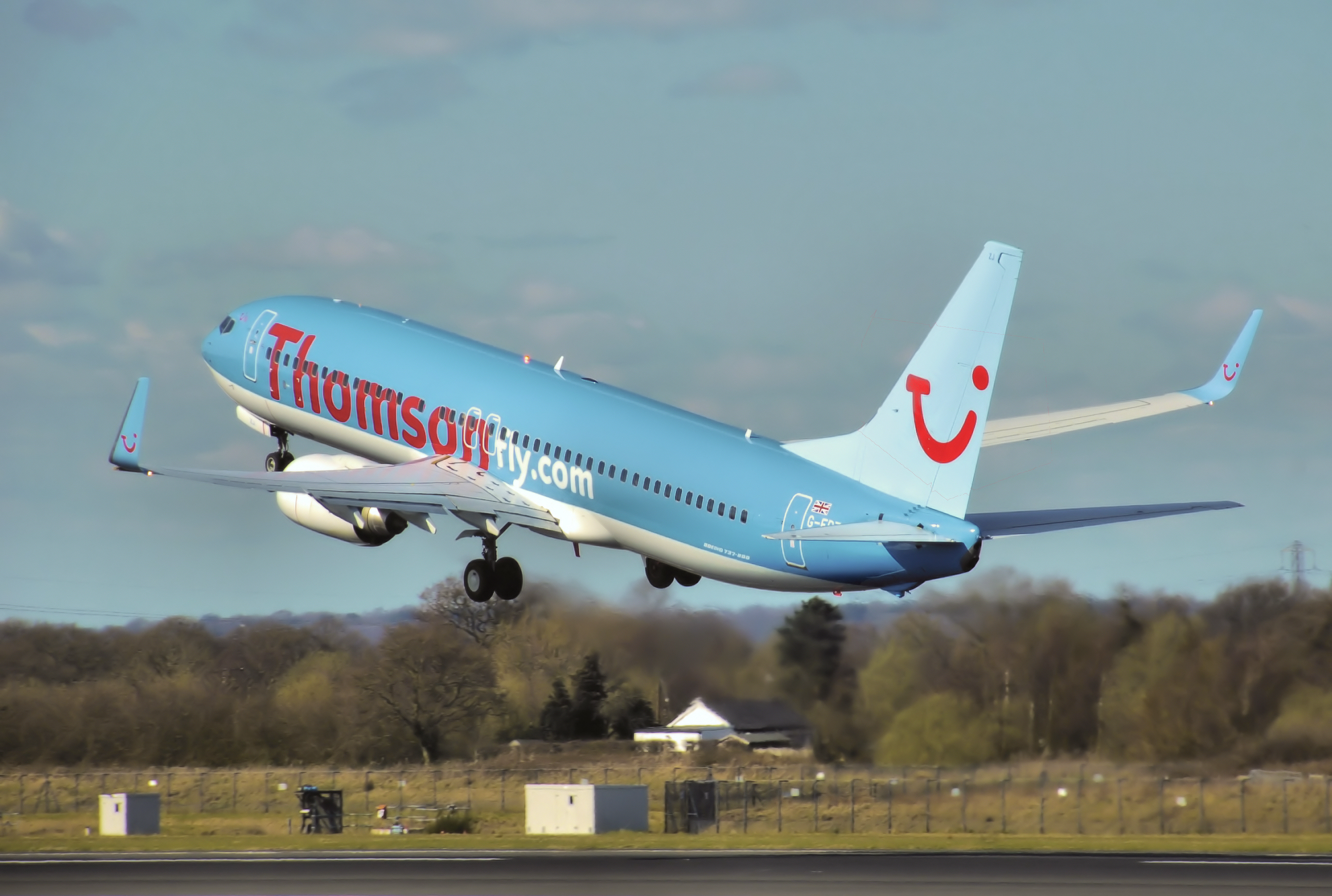

TUI Airways – brytyjskie czarterowe linie lotnicze z siedzibą w Londynie. W latach 2009–2017 funkcjonowały pod nazwą Thomson Airways.
Agencja ratingowa Skytrax przyznała liniom 3 gwiazdki.

## Flota
Według stanu na grudzień 2024 flota TUI Airways składała się z 66 samolotów o średnim wieku 9,5 lat:
| Samolot          | Samolot | Samolot   | Liczba miejsc | Liczba miejsc | Liczba miejsc | Uwagi |
| Model            | Aktywne | Zamówione | P             | E             | Łącznie       | Uwagi |
| ---------------- | ------- | --------- | ------------- | ------------- | ------------- | ----- |
| Boeing 737-800   | 32      | -         | -             | 189           | 189           |       |
| Boeing 737 MAX 8 | 21      | 3         | -             | 189           | 189           |       |
| Boeing 787-8     | 8       | -         | 47            | 253           | 300           |       |
| Boeing 787-9     | 5       | -         | 63            | 282           | 345           |       |
| Łącznie          | 66      | 3         |               |               |               |       |